# Cidade de Rockdale

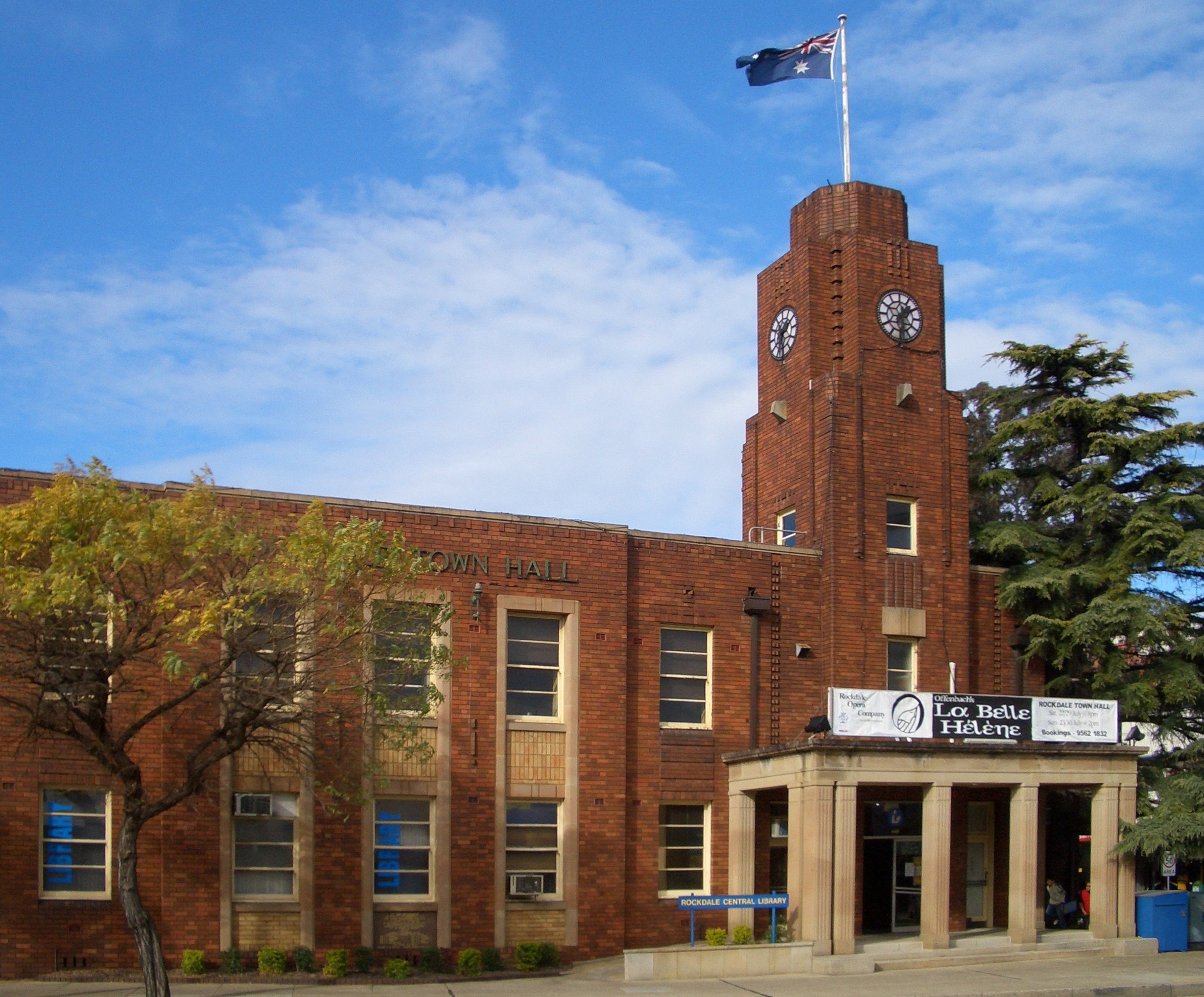
Câmara Municipal de Rockdale

A Cidade de Rockdale é uma área de governo local da região metropolitana de Sydney, localizada no estado de Nova Gales do Sul, Austrália. Fica localizada a 12 km ao sul do centro financeiro de Sydney e na margem oeste de Botany Bay. Faz parte de uma região conhecida como St. George, junto com a cidade de Hurstville e o município de Kogarah. A cidade de Rockdale já foi conhecida como Município de Botany do Oeste e Município de Rockdale, tendo sido declarada cidade em 1995. Possui uma população 102,211 habitantes.